# Mumia (roman)

Mumia sau Ramses cel Blestemat este un roman horror scris de către autoarea americană Anne Rice în anul 1989. 

## Sinopsis
Lawrence Stratford, egiptolog pasionat, găsește mormântul și mumia a celui care, consideră el, ar fi fost mărețul Ramses al II-lea, devenit nemuritor și căzut în letargie de-a lungul mileniilor. Însă Lawrence este ucis de către nepotul său, Henry, înainte de a întreprinde și alte cercetări.
Descoperirea este transportată în casa familiei Lawrence din Londra, acum deținută de fiica defunctului, Julie. Mumia revine într-adevăr la viață sub acțiunea razelor solare, tocmai la timp pentru a împiedica otrăvirea tinerei de către același Henry. Identitatea acestuia se confirmă; Ramses în carne și oase descoperă și se acomodează cu viața anilor 1920 cu o mare viteză și capacitate de asimilare.
Julie nu poate ascunde acest fapt supranatural față de Henry, Elliott Rutherford (un vechi prieten de familie) și de Samir (credinciosul asistent al tatălui ei). Treptat, tânăra se simte din ce în ce mai atrasă de Ramses, uitându-l complet pe viitorul ei logondnic, Alex Rutherford, care nu bănuia nimic.
Dorind să diminueze tensiunea acumulată în viața ei, Julie pleacă alături de aceștia în Egipt. Acolo, soarta părea să îi surâdă: Henry părăsise grupul, Alex întâlnise o altă femeie fermecătoare, așa că Julie și Ramses profitau de timpul petrecut împreună.
Însă lucrurile iau o turnură neașteptată: vizitând Muzeul din Cairo, Ramses recunoaște mumia Cleopatrei pe care o iubise cu mult timp în urmă. Noaptea, acesta se strecoară în muzeu și-i dă un elixir pentru a o face asemenea lui. Elliott asistă la întreaga scenă și o ia pe vătămata Cleopatra, adăpostind-o de poliție. Ramses este arestat și nu știe ce s-a ales de regina lui.
Recuperarea și acomodarea Cleopatrei cu lumea actuală durează mult mai mult față de Ramses; ea dă dovadă de o cruzime nemărginită, ucigând câțiva bărbați, printre care și pe Henry. În ciua eforturilor lui Elliott de a o ține ascunsă, Cleopatra ajunge amanta lui Alex, pe care pare să-l iubească sincer.
Cleopatra și Ramses se întâlnesc la Opera din Cairo. Cleopatra îl urăște pe Ramses deoarece el refuzase în Antichitate să-i ofere imortalitatea lui Marc Antoniu, amantul ei. Drept răzbunare, ea încearcă să o ucidă pe Julie, însă nu reușește. Cleopatra și inocentul Alex fug, însă mașina lor e lovită de tren și explodează. Alex supraviețuiește, însă rămâne cu inima frântă în urma pierderii iubirii sale. 
Eliberat de trecut, Ramses îi oferă elixirul nemuririi lui Julie; Elliott devine și el nemuritor și rămâne în Cairo.
Deși Cleopatra fusese adusă la spital aproape total carbonizată, ea își revine miraculos în simțiri. Este înfățișată seducându-și doctorul, pregătindu-se pentru un nou început în secolul XX.